# Cortinarius papaver
Cortinarius papaver är en svampart som beskrevs av Soop 2001. Cortinarius papaver ingår i släktet Cortinarius och familjen spindlingar.   Inga underarter finns listade i Catalogue of Life.